# NOTAR

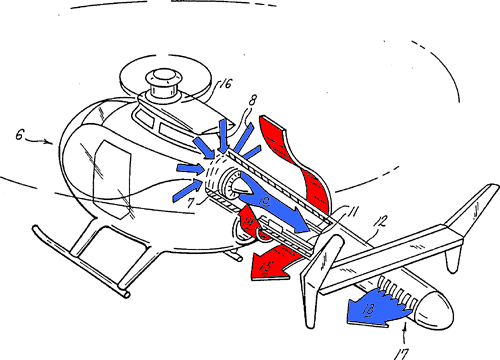
Diagrama que muestra el movimiento del aire a través del sistema NOTAR.

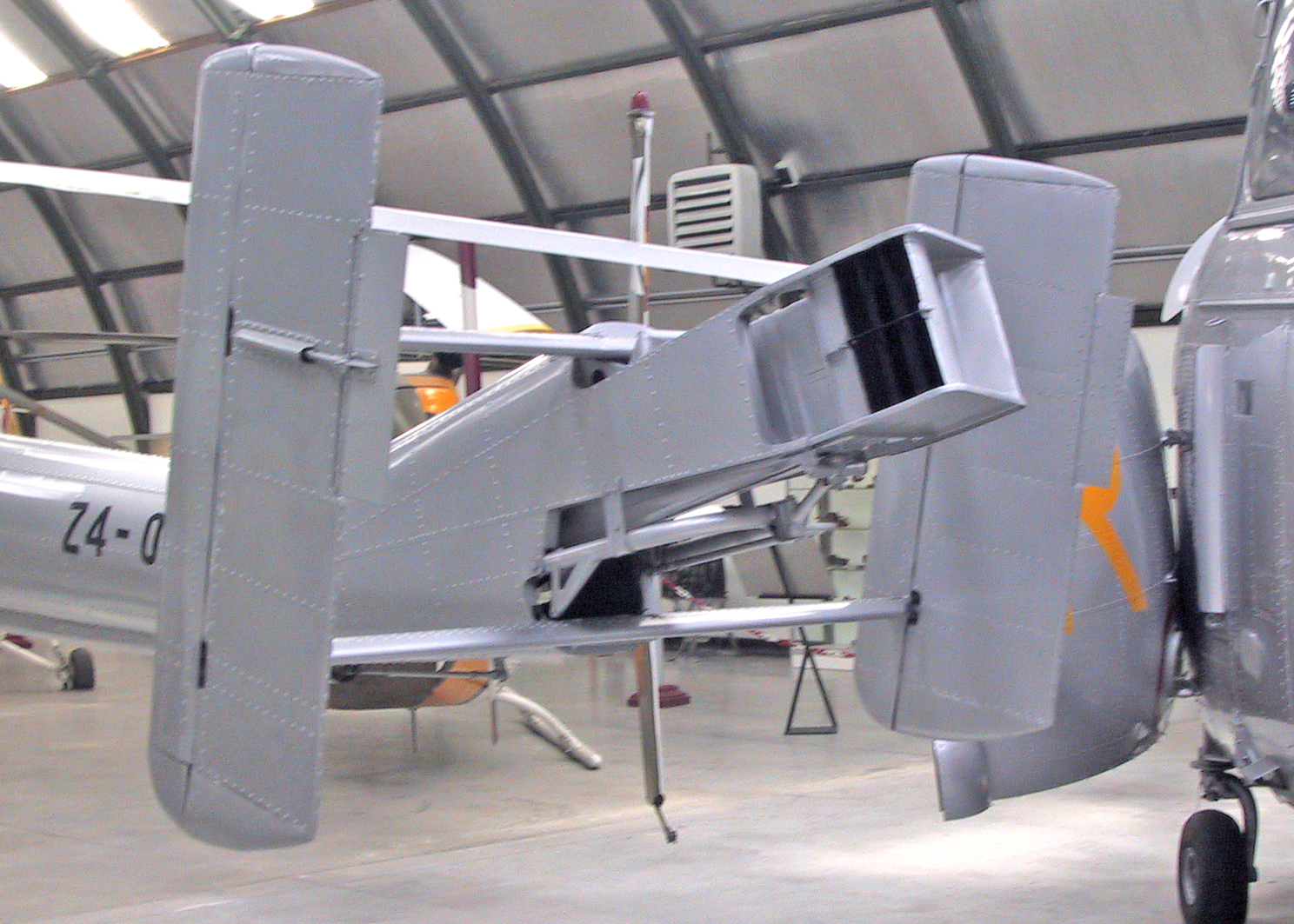
Detalle del sistema deflector de los gases de la combustión del motor del Aerotécnica AC-14, que sustituía al rotor de cola, y es similar al actual sistema NOTAR.

El NOTAR (acrónimo en inglés de no tail rotor, en español: sin rotor de cola) es un sistema de compensación del efecto par motor producido por el rotor principal de los helicópteros que se caracteriza, como su nombre indica, por estar desprovisto de rotor de cola del aparato y realizar esta compensación mediante un chorro de aire de dirección y fuerza variables mediante los pedales, generado por una hélice de paso variable movida por el motor(es) del helicóptero situada en la raíz del botalón de cola. Cuando el aparato vuela en estacionario, unas aletas pequeñas situadas en el lado derecho del botalón de cola favorecen al efecto Coandă, realizando más empuje antipar gracias al aire descendente generado por las palas del rotor principal. Cuando se vuela a velocidades constantes, el helicóptero queda estable gracias a sus estabilizadores verticales y al chorro de aire que expulsa por la tobera de la parte posterior del botalón.
La tercera ley de Newton establece que "toda fuerza de acción provoca una fuerza de reacción de la misma intensidad y dirección, pero en sentido opuesto". Por ello, un helicóptero con un motor que hace fuerza para girar un rotor en el aire tiende a desplazar su fuselaje en sentido opuesto a esta rotación (ya que el motor va unido al fuselaje). Este efecto es compensado por el NOTAR permitiendo que el aparato permanezca con su fuselaje quieto respecto a un observador en tierra.
Las ventajas principales que aporta este tipo de sistema antipar son el aumento de seguridad tanto en tierra como en el aire, puesto que no hay rotor al alcance de personas u obstáculos. También reduce notablemente el ruido al no haber rotor al exterior.

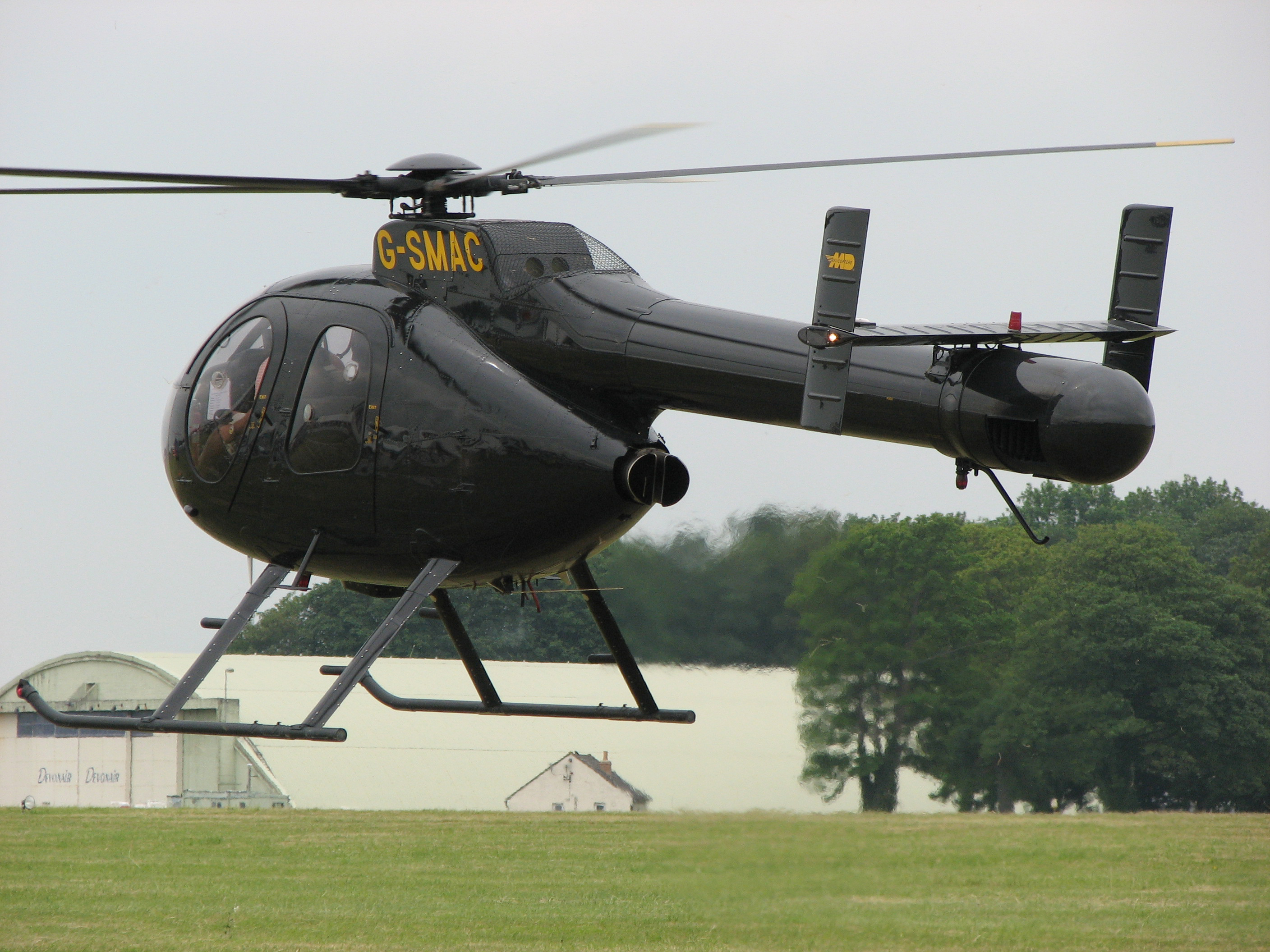
MD 520N.

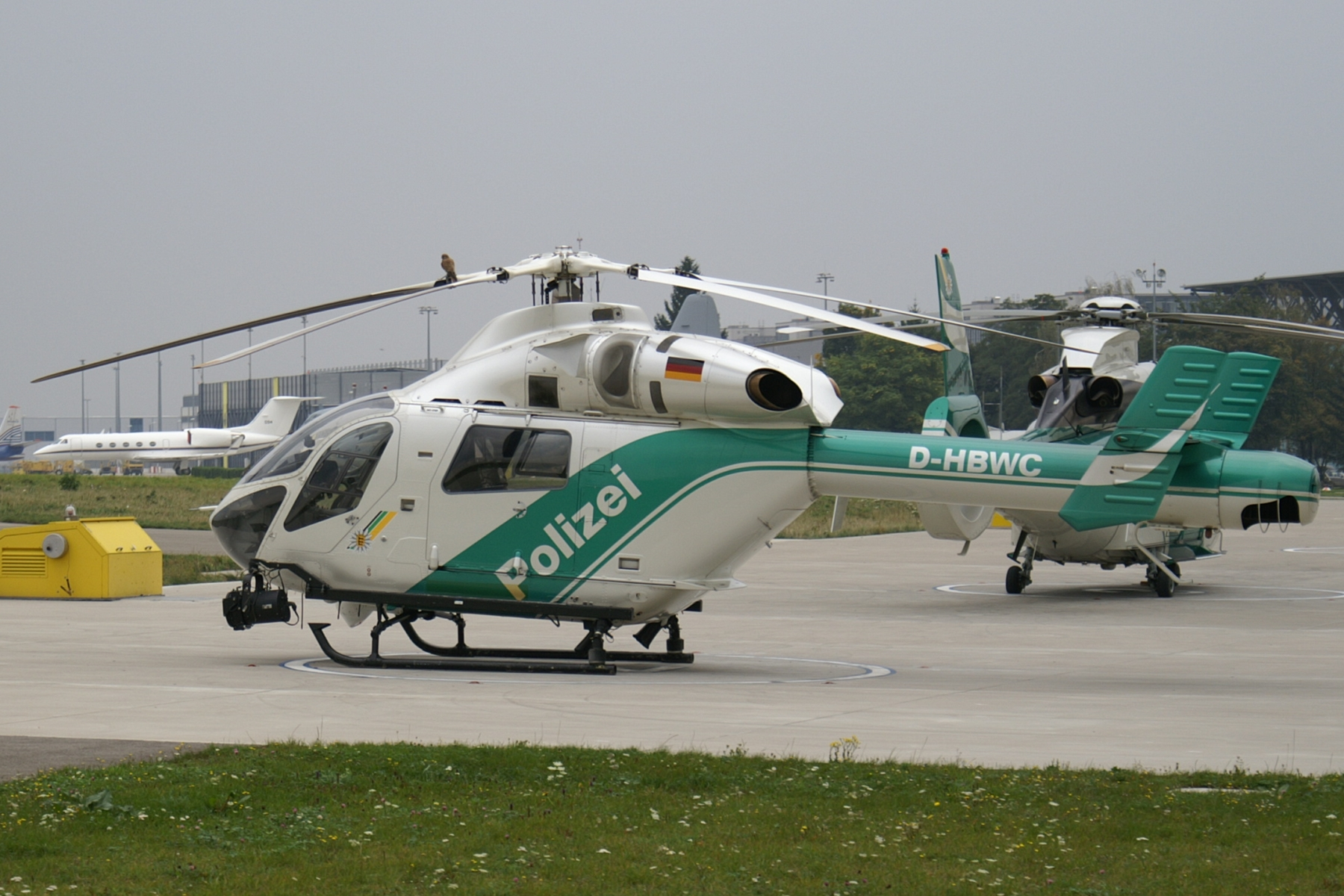
MD 902 de la Policía Federal Alemana.

1. Toma de aire.
2. Ventilador de paso variable.
3. Larguero de cola con aberturas Coandă.
4. Estabilizadores verticales.
5. Chorro impulsor directo.
6. Deflexión descendente.
7. Sección del larguero de cola, efecto Coandă.
8. Empuje antipar.

## Helicópteros con el sistema NOTAR
Por el momento sólo hay 3 modelos que usan esta tecnología, todos del fabricante estadounidense MD Helicopters:
- MD520N (variante del MD500)
- MD600N
- MD902 Explorer